# دسترسی آزاد به نهضت قانون
دسترسی آزاد به نهضت قانون (FALM) جنبش و سازمان بین‌المللی است که به ارائه دسترسی رایگان آنلاین به اطلاعات حقوقی از جمله دادرسی، مقررات، معاهدات، پیشنهادها اصلاح قانون و بورسیه حقوقی اختصاص دارد. این جنبش در سال ۱۹۹۲ با ایجاد مؤسسه اطلاعات حقوقی (LII) توسط توماس آر بروس و پیتر دبلیو مارتین در دانشکده حقوق کرنل آغاز شد.